# Temporada de 2007 da Le Mans Series

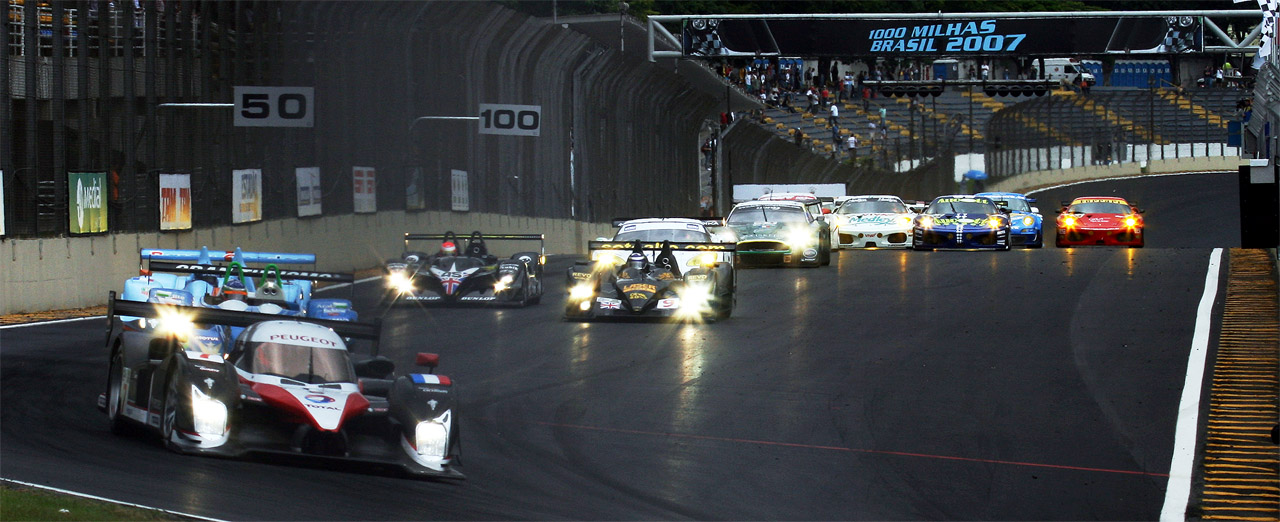
A etapa brasileira da Le Mans Series

A Temporada 2007 da Le Mans Series ocorreu entre 15 de abril e 10 de novembro, sendo que a novidade foi a entrada das Mil Milhas Brasil como uma etapa da Le Mans Series.

## Calendário
| Etapa | Corrida               | Circuito                     | Data                    |
| ----- | --------------------- | ---------------------------- | ----------------------- |
| -     | Teste Oficial         | Paul Ricard HTTT             | 25 de março 26 de março |
| 1     | 1000km de Monza       | Autodromo Nazionale Monza    | 15 de abril             |
| 2     | 1000km of Valencia    | Circuit de Valencia          | 6 de maio               |
| 3     | 1000km de Nürburgring | Nürburgring                  | 1 de julho              |
| 4     | 1000km de Spa         | Circuit de Spa-Francorchamps | 19 de agosto            |
| 5     | 1000km de Silverstone | Silverstone Circuit          | 16 de setembro          |
| 6     | Mil Milhas Brasil     | Autódromo José Carlos Pace   | 10 de novembro          |

## Resultados
| Rd | Circuito    | LMP1                         | LMP2                                                | GT1                                                       | GT2                                                    |
| -- | ----------- | ---------------------------- | --------------------------------------------------- | --------------------------------------------------------- | ------------------------------------------------------ |
| 1  | Monza       | #7 Equipa Peugeot Total      | #27 Horag Racing                                    | #72 Luc Alphand                                           | #97 G.P.C. Sport                                       |
| 1  | Monza       | Nicolas Minassian Marc Gené  | Fredy Lienhard Eric van de Poele Didier Theys       | Luc Alphand Jérôme Policand Patrice Goueslard             | Sergio Hernández Alessandro Bonetti Fabrizio de Simone |
| 2  | Valencia    | #8 Equipa Peugeot Total      | #40 Quifel ASM Equipa                               | #55 Equipa Oreca                                          | #77 Felbermayr-Proton                                  |
| 2  | Valencia    | Stéphane Sarrazin Pedro Lamy | Miguel Amaral Miguel Angel de Castro Angel Burgueño | Stéphane Ortelli Soheil Ayari                             | Marc Lieb Xavier Pompidou                              |
| 3  | Nürburgring | #8 Equipa Peugeot Total      | #25 RML                                             | #55 Equipa Oreca                                          | #96 Virgo Motorsport                                   |
| 3  | Nürburgring | Stéphane Sarrazin Pedro Lamy | Mike Newton Thomas Erdos                            | Stéphane Ortelli Soheil Ayari                             | Robert Bell Allan Simonsen                             |
| 4  | Spa         | #8 Equipa Peugeot Total      | #25 RML                                             | #55 Equipa Oreca                                          | #77 Felbermayr-Proton                                  |
| 4  | Spa         | Stéphane Sarrazin Pedro Lamy | Mike Newton Thomas Erdos                            | Stéphane Ortelli Soheil Ayari                             | Marc Lieb Xavier Pompidou                              |
| 5  | Silverstone | #7 Equipa Peugeot Total      | #32 Barazi-Epsilon                                  | #55 Equipa Oreca                                          | #96 Virgo Motorsport                                   |
| 5  | Silverstone | Nicolas Minassian Marc Gené  | Juan Barazi Michael Vergers Karim Ojjeh             | Soheil Ayari Stéphane Ortelli                             | Robert Bell Gianmaria Bruni                            |
| 6  | Interlagos  | #7 Equipa Peugeot Total      | #32 Barazi-Epsilon                                  | #51 Aston Martin Larbre                                   | #77 Felbermayr-Proton                                  |
| 6  | Interlagos  | Nicolas Minassian Marc Gené  | Juan Barazi Michael Vergers Karim Ojjeh             | Gregor Fisken Roland Bervillé Steve Zacchia Fernando Rees | Marc Lieb Marc Basseng Xavier Pompidou                 |

## Classificação Equipas
São atribuídos pontos às 8 equipas mais bem classificadas, que completem a corrida na sequência 10-8-6-5-4-3-2-1. Cada carro é considerado um participante e não soma pontos aos restantes carros da mesma equipa. Não são atribuídos pontos aos carros que não consigam completar 70% da distância do vencedor
Os vencedor e o segundo classificado de cada campeonato recebe uma entrada automática para as 24 Horas de Le Mans de 2008.

### LMP1
| Pos | No  | Equipa                          | Chassis             | Motor                           | Rd 1 | Rd 2 | Rd 3 | Rd 4 | Rd 5 | Rd 6† | Total |
| --- | --- | ------------------------------- | ------------------- | ------------------------------- | ---- | ---- | ---- | ---- | ---- | ----- | ----- |
| 1   | #8  | Equipa Peugeot Total            | Peugeot 908 HDi FAP | Peugeot 5.5L Turbo V12 (Diesel) | 6    | 10   | 10   | 10   |      | 4     | 40    |
| 2   | #16 | Pescarolo Sport                 | Pescarolo 01        | Judd GV5.5 S2 5.5L V10          | 8    | 4    | 6    | 8    | 8    | 2.5   | 36.5  |
| 3   | #7  | Equipa Peugeot Total            | Peugeot 908 HDi FAP | Peugeot 5.5L Turbo V12 (Diesel) | 10   |      | 8    |      | 10   | 5     | 33    |
| 4   | #18 | Rollcentre Racing               | Pescarolo 01        | Judd GV5.5 S2 5.5L V10          | 3    | 5    |      | 5    | 6    |       | 19    |
| 5=  | #15 | Charouz Racing System           | Lola B07/17         | Judd GV5.5 S2 5.5L V10          |      | 8    | 5    | 2    |      |       | 15    |
| 5=  | #9  | Creation Autosportif            | Creation CA07       | Judd GV5.5 S2 5.5L V10          |      |      | 4    | 3    | 5    | 3     | 15    |
| 7   | #17 | Pescarolo Sport                 | Pescarolo 01        | Judd GV5.5 S2 5.5L V10          | 5    | 3    |      | 6    |      |       | 14    |
| 8   | #10 | Arena Motorsports International | Zytek 07S           | Zytek 2ZG408 4.0L V8            |      |      | 3    |      | 4    |       | 7     |
| 9=  | #5  | Swiss Spirit                    | Lola B07/18         | Audi FSI 3.6L Turbo V8          |      | 6    |      |      |      |       | 6     |
| 9=  | #19 | Chamberlain-Synergy Motorsport  | Lola B06/10         | AER P32T 4.0L Turbo V8          |      | 2    |      | 4    |      |       | 6     |
| 11= | #13 | Courage Compétition             | Courage LC70        | AER P32T 3.6L Turbo V8          | 4    |      | 1    |      |      |       | 5     |
| 11= | #12 | Courage Compétition             | Courage LC70        | AER P32T 3.6L Turbo V8          | 2    |      |      |      | 3    |       | 5     |
| 13  | #14 | Racing for Holland              | Dome S101.5         | Judd GV5.5 S2 5.5L V10          | 1    |      | 2    |      |      |       | 3     |

† - Foram atribuídos apenas metade dos pontos devido a terem competido menos de 5 carros nesta categoria.

### LMP2
| Pos | No  | Equipa                       | Chassis       | Motor                 | Rd 1 | Rd 2 | Rd 3 | Rd 4 | Rd 5 | Rd 6† | Total |
| --- | --- | ---------------------------- | ------------- | --------------------- | ---- | ---- | ---- | ---- | ---- | ----- | ----- |
| 1   | #25 | RML                          | MG-Lola EX264 | AER P07 2.0L Turbo I4 | 8    | 3    | 10   | 10   | 5    |       | 36    |
| 2   | #40 | Quifel ASM Equipa            | Lola B05/40   | AER P07 2.0L Turbo I4 |      | 10   | 6    | 8    | 6    |       | 30    |
| 3   | #32 | Barazi-Epsilon               | Zytek 07S/2   | Zytek ZG348 3.4L V8   |      | 2    | 8    |      | 10   | 5     | 25    |
| 4   | #35 | Saulnier Racing              | Courage LC75  | AER P07 2.0L Turbo I4 | 5    | 8    | 2    | 5    | 3    |       | 23    |
| 5   | #27 | Horag Racing                 | Lola B05/40   | Judd XV675 3.4L V8    | 10   |      | 5    | 6    |      |       | 21    |
| 6   | #31 | Binnie Motorsports           | Lola B05/42   | Zytek ZG348 3.4L V8   | 6    |      | 3    | 4    | 4    |       | 17    |
| 7   | #45 | Embassy Racing               | Radical SR9   | Judd XV675 3.4L V8    |      |      | 4    | 3    | 1    | 4     | 12    |
| 8=  | #46 | Equipa LNT                   | Zytek 07S/2   | Zytek ZG348 3.4L V8   |      |      |      |      | 8    |       | 8     |
| 8=  | #21 | Equipa Bruichladdich Radical | Radical SR9   | AER P07 2.0L Turbo I4 |      | 6    |      |      | 2    |       | 8     |
| 8=  | #44 | Kruse Motorsport             | Pescarolo 01  | Judd XV675 3.4L V8    | 4    | 4    |      |      |      |       | 8     |
| 11  | #24 | Noël del Bello Racing        | Courage LC75  | AER P07 2.0L Turbo I4 |      | 5    |      |      |      |       | 5     |
| 12  | #20 | Pir Competition              | Pilbeam MP93  | Judd XV675 3.4L V8    | 3    |      | 1    |      |      |       | 4     |

† - Foram atribuídos apenas metade dos pontos devido a terem competido menos de 5 carros nesta categoria.

### GT1
| Pos | No  | Equipa                     | Chassis                 | Motor                 | Rd 1 | Rd 2 | Rd 3 | Rd 4 | Rd 5 | Rd 6† | Total |
| --- | --- | -------------------------- | ----------------------- | --------------------- | ---- | ---- | ---- | ---- | ---- | ----- | ----- |
| 1   | #55 | Equipa Oreca               | Saleen S7-R             | Ford 7.0L V8          |      | 10   | 10   | 10   | 10   |       | 40    |
| 2   | #72 | Luc Alphand Aventures      | Chevrolet Corvette C6.R | Chevrolet 7.0L V8     | 10   | 5    | 8    | 6    | 4    | 4     | 37    |
| 3   | #50 | Aston Martin Racing Larbre | Aston Martin DBR9       | Aston Martin 6.0L V12 | 8    | 6    | 6    | 8    | 2    |       | 30    |
| 4   | #59 | Equipa Modena              | Aston Martin DBR9       | Aston Martin 6.0L V12 | 5    | 4    |      | 5    | 8    |       | 22    |
| 5   | #61 | Racing Box                 | Saleen S7-R             | Ford 7.0L V8          | 4    | 8    | 5    |      | 3    |       | 20    |
| 6   | #51 | Aston Martin Racing Larbre | Aston Martin DBR9       | Aston Martin 6.0L V12 |      | 3    | 3    | 3    | 5    | 5     | 19    |
| 7   | #73 | Luc Alphand Aventures      | Chevrolet Corvette C5-R | Chevrolet 7.0L V8     | 6    | 2    | 4    |      | 6    |       | 18    |
| 8   | #65 | Jetalliance Racing         | Aston Martin DBR9       | Aston Martin 6.0L V12 |      |      |      | 4    |      |       | 4     |

† - Foram atribuídos apenas metade dos pontos devido a terem competido menos de 5 carros nesta categoria.

### GT2
| Pos | No  | Equipa                      | Chassis                | Motor               | Rd 1 | Rd 2 | Rd 3 | Rd 4 | Rd 5 | Rd 6 | Total |
| --- | --- | --------------------------- | ---------------------- | ------------------- | ---- | ---- | ---- | ---- | ---- | ---- | ----- |
| 1   | #96 | Virgo Motorsport            | Ferrari F430GT         | Ferrari 4.0L V8     | 6    | 8    | 10   | 8    | 10   |      | 42    |
| 2   | #77 | Equipa Felbermayr-Proton    | Porsche 997 GT3-RSR    | Porsche 3.8L Flat-6 | 1    | 10   | 8    | 10   |      | 10   | 39    |
| 3   | #97 | G.P.C. Sport                | Ferrari F430GT         | Ferrari 4.0L V8     | 10   | 2    | 5    | 6    | 4    |      | 27    |
| 4   | #78 | Scuderia Villorba Corse     | Ferrari F430GT         | Ferrari 4.0L V8     | 8    | 6    |      | 4    | 3    |      | 21    |
| 5   | #90 | Farnbacher Racing           | Porsche 997 GT3-RSR    | Porsche 3.8L Flat-6 |      | 5    | 6    | 5    |      |      | 16    |
| 6   | #94 | Speedy Racing Equipa        | Spyker C8 Spyder GT2-R | Audi 3.8L V8        | 2    |      | 4    | 1    | 5    | 2    | 14    |
| 7=  | #76 | IMSA Performance Matmut     | Porsche 997 GT3-RSR    | Porsche 3.8L Flat-6 | 3    |      |      |      | 8    |      | 11    |
| 7=  | #85 | Spyker Squadron             | Spyker C8 Spyder GT2-R | Audi 3.8L V8        |      |      |      |      | 6    | 5    | 11    |
| 9=  | #75 | JMB Racing                  | Ferrari F430GT         | Ferrari 4.0L V8     |      |      |      |      |      | 8    | 8     |
| 9=  | #98 | Ice Pol Racing Equipa       | Ferrari F430GT         | Ferrari 4.0L V8     |      | 3    | 2    | 3    |      |      | 8     |
| 11= | #99 | JMB Racing                  | Ferrari F430GT         | Ferrari 4.0L V8     |      | 1    |      |      |      | 6    | 7     |
| 11= | #88 | Equipa Felbermayr-Proton    | Porsche 997 GT3-RSR    | Porsche 3.8L Flat-6 |      | 4    |      | 2    |      | 1    | 7     |
| 13  | #83 | G.P.C. Sport                | Ferrari F430GT         | Ferrari 4.0L V8     | 4    |      |      |      | 2    |      | 6     |
| 14  | #81 | Equipa LNT                  | Panoz Esperante GT-LM  | Ford (Élan) 5.0L V8 | 5    |      |      |      |      |      | 5     |
| 15  | #91 | Dener Motorsport            | Porsche 997 GT3-RSR    | Porsche 3.8L Flat-6 |      |      |      |      |      | 4    | 4     |
| 16= | #82 | Equipa LNT                  | Panoz Esperante GT-LM  | Ford (Élan) 5.0L V8 |      |      | 3    |      |      |      | 3     |
| 16= | #74 | JMB Racing                  | Ferrari F430GT         | Ferrari 4.0L V8     |      |      |      |      |      | 3    | 3     |
| 18  | #92 | Thierry Perrier/Perspective | Porsche 997 GT3-RSR    | Porsche 3.8L Flat-6 |      |      | 1    |      | 1    |      | 2     |

## Classificação Pilotos
São atribuídos pontos às 8 equipas mais bem classificadas, que completem a corrida na sequência 10-8-6-5-4-3-2-1. Não são atribuídos pontos aos pilotos que não tenham pilotado pelo menos 45 minutos.

### LMP1
| Pos | Piloto                   | Equipa                                 | Rd 1 | Rd 2 | Rd 3 | Rd 4 | Rd 5 | Rd 6† | Total |
| --- | ------------------------ | -------------------------------------- | ---- | ---- | ---- | ---- | ---- | ----- | ----- |
| 1=  | Stéphane Sarrazin        | Equipa Peugeot Total                   | 6    | 10   | 10   | 10   |      | 4     | 40    |
| 1=  | Pedro Lamy               | Equipa Peugeot Total                   | 6    | 10   | 10   | 10   |      | 4     | 40    |
| 3   | Jean-Christophe Boullion | Pescarolo Sport                        | 8    | 4    | 6    | 8    | 8    | 2.5   | 36.5  |
| 4=  | Nicolas Minassian        | Equipa Peugeot Total                   | 10   |      | 8    |      | 10   | 5     | 33    |
| 4=  | Marc Gené                | Equipa Peugeot Total                   | 10   |      | 8    |      | 10   | 5     | 33    |
| 6   | Emmanuel Collard         | Pescarolo Sport                        | 8    |      | 6    | 8    | 8    | 2.5   | 32.5  |
| 7   | Stuart Hall              | Rollcentre Racing Creation Autosportif | 3    | 5    |      | 5    | 6    | 3     | 22    |
| 8   | João Barbosa             | Rollcentre Racing                      | 3    | 5    |      | 5    | 6    |       | 19    |
| 9   | Harold Primat            | Pescarolo Sport                        | 5    | 3    |      | 6    |      | 2.5   | 16.5  |
| 10= | Jan Charouz              | Charouz Racing System                  |      | 8    | 5    | 2    |      |       | 15    |
| 10= | Stefan Mücke             | Charouz Racing System                  |      | 8    | 5    | 2    |      |       | 15    |
| 10= | Jamie Campbell-Walter    | Creation Autosportif                   |      |      | 4    | 3    | 5    | 3     | 15    |
| 10= | Felipe Ortiz             | Creation Autosportif                   |      |      | 4    | 3    | 5    | 3     | 15    |
| 14  | Christophe Tinseau       | Pescarolo Sport                        | 5    | 3    |      | 6    |      |       | 14    |
| 15  | Alex Yoong               | Charouz Racing System                  |      | 8    | 5    |      |      |       | 13    |
| 16  | Tom Chilton              | Arena Motorsports International        |      |      | 3    |      | 4    |       | 7     |
| 17= | Marcel Fässler           | Swiss Spirit                           |      | 6    |      |      |      |       | 6     |
| 17= | Jean-Denis Délétraz      | Swiss Spirit                           |      | 6    |      |      |      |       | 6     |
| 17= | Iradj Alexander          | Swiss Spirit                           |      | 6    |      |      |      |       | 6     |
| 17= | Gareth Evans             | Chamberlain-Synergy Motorsport         |      | 2    |      | 4    |      |       | 6     |
| 17= | Bob Berridge             | Chamberlain-Synergy Motorsport         |      | 2    |      | 4    |      |       | 6     |
| 17= | Peter Owen               | Chamberlain-Synergy Motorsport         |      | 2    |      | 4    |      |       | 6     |
| 23= | Haruki Kurosawa          | Creation Autosportif                   |      |      |      |      | 5    |       | 5     |
| 23= | Jean-Marc Gounon         | Courage Compétition                    | 4    |      | 1    |      |      |       | 5     |
| 23= | Guillaume Moreau         | Courage Compétition                    | 4    |      | 1    |      |      |       | 5     |
| 23= | Alexander Frei           | Courage Compétition                    | 2    |      |      |      | 3    |       | 5     |
| 23= | Jonathan Cochet          | Courage Compétition                    | 2    |      |      |      | 3    |       | 5     |
| 28= | Romain Dumas             | Pescarolo Sport                        |      | 4    |      |      |      |       | 4     |
| 28= | Shinji Nakano            | Creation Autosportif                   |      |      | 4    |      |      |       | 4     |
| 28= | Max Chilton              | Arena Motorsports International        |      |      |      |      | 4    |       | 4     |
| 31= | Hayanari Shimoda         | Arena Motorsports International        |      |      | 3    |      |      |       | 3     |
| 31= | Jan Lammers              | Racing for Holland                     | 1    |      | 2    |      |      |       | 3     |
| 31= | Jeroen Bleekemolen       | Racing for Holland                     | 1    |      | 2    |      |      |       | 3     |
| 31= | David Hart               | Racing for Holland                     | 1    |      | 2    |      |      |       | 3     |

† - Foram atribuídos apenas metade dos pontos devido a terem competido menos de 5 carros nesta categoria.

### LMP2
| Pos | Piloto                 | Equipa                       | Rd 1 | Rd 2 | Rd 3 | Rd 4 | Rd 5 | Rd 6† | Total |
| --- | ---------------------- | ---------------------------- | ---- | ---- | ---- | ---- | ---- | ----- | ----- |
| 1=  | Mike Newton            | RML                          | 8    | 3    | 10   | 10   | 5    |       | 36    |
| 1=  | Thomas Erdos           | RML                          | 8    | 3    | 10   | 10   | 5    |       | 36    |
| 3=  | Miguel Amaral          | Quifel ASM Equipa            |      | 10   | 6    | 8    | 6    |       | 30    |
| 3=  | Miguel Ángel de Castro | Quifel ASM Equipa            |      | 10   | 6    | 8    | 6    |       | 30    |
| 3=  | Ángel Burgueño         | Quifel ASM Equipa            |      | 10   | 6    | 8    | 6    |       | 30    |
| 6=  | Juan Barazi            | Barazi-Epsilon               |      | 2    | 8    |      | 10   | 5     | 25    |
| 6=  | Michael Vergers        | Barazi-Epsilon               |      | 2    | 8    |      | 10   | 5     | 25    |
| 6=  | Karim Ojjeh            | Barazi-Epsilon               |      | 2    | 8    |      | 10   | 5     | 25    |
| 9=  | Jacques Nicolet        | Saulnier Racing              | 5    | 8    | 2    | 5    | 3    |       | 23    |
| 9=  | Alain Filhol           | Saulnier Racing              | 5    | 8    | 2    | 5    | 3    |       | 23    |
| 9=  | Bruce Jouanny          | Saulnier Racing              | 5    | 8    | 2    | 5    | 3    |       | 23    |
| 12= | Fredy Lienhard         | Horag Racing                 | 10   |      | 5    | 6    |      |       | 21    |
| 12= | Eric van de Poele      | Horag Racing                 | 10   |      | 5    | 6    |      |       | 21    |
| 12= | Didier Theys           | Horag Racing                 | 10   |      | 5    | 6    |      |       | 21    |
| 15= | William Binnie         | Binnie Motorsports           | 6    |      | 3    | 4    | 4    |       | 17    |
| 15= | Allen Timpany          | Binnie Motorsports           | 6    |      | 3    | 4    | 4    |       | 17    |
| 15= | Chris Buncombe         | Binnie Motorsports           | 6    |      | 3    | 4    | 4    |       | 17    |
| 18  | Warren Hughes          | Embassy Racing               |      |      | 4    | 3    | 1    | 4     | 12    |
| 19= | Danny Watts            | Equipa LNT                   |      |      |      |      | 8    |       | 8     |
| 19= | Tom Kimber-Smith       | Equipa LNT                   |      |      |      |      | 8    |       | 8     |
| 19= | Darren Manning         | Embassy Racing               |      |      |      | 3    | 1    | 4     | 8     |
| 19= | Tim Greaves            | Equipa Bruichladdich Radical |      | 6    |      |      | 2    |       | 8     |
| 19= | Stuart Moseley         | Equipa Bruichladdich Radical |      | 6    |      |      | 2    |       | 8     |
| 19= | Tony Burgess           | Kruse Motorsport             | 4    | 4    |      |      |      |       | 8     |
| 19= | Jean de Pourtales      | Kruse Motorsport             | 4    | 4    |      |      |      |       | 8     |
| 19= | Norbert Siedler        | Kruse Motorsport             | 4    | 4    |      |      |      |       | 8     |
| 27  | Robin Liddell          | Equipa Bruichladdich Radical |      | 6    |      |      |      |       | 6     |
| 28= | Jean-Marc Gounon       | Noël del Bello Racing        |      | 5    |      |      |      |       | 5     |
| 28= | Vitaly Petrov          | Noël del Bello Racing        |      | 5    |      |      |      |       | 5     |
| 30= | Mario Haberfeld        | Embassy Racing               |      |      |      |      |      | 4     | 4     |
| 30= | Neil Cunningham        | Embassy Racing               |      |      | 4    |      |      |       | 4     |
| 30= | Pierre Bruneau         | Pierre Bruneau               | 3    |      | 1    |      |      |       | 4     |
| 30= | Marc Rostan            | Pierre Bruneau               | 3    |      | 1    |      |      |       | 4     |
| 30= | Simon Pullan           | Pierre Bruneau               | 3    |      | 1    |      |      |       | 4     |
| 35  | Jacob Greaves          | Equipa Bruichladdich Radical |      |      |      |      | 2    |       | 2     |

† - Foram atribuídos apenas metade dos pontos devido a terem competido menos de 5 carros nesta categoria.

### GT1
| Pos | Piloto                 | Equipa                     | Rd 1 | Rd 2 | Rd 3 | Rd 4 | Rd 5 | Rd 6† | Total |
| --- | ---------------------- | -------------------------- | ---- | ---- | ---- | ---- | ---- | ----- | ----- |
| 1=  | Stéphane Ortelli       | Equipa Oreca               |      | 10   | 10   | 10   | 10   |       | 40    |
| 1=  | Soheil Ayari           | Equipa Oreca               |      | 10   | 10   | 10   | 10   |       | 40    |
| 3   | Patrice Goueslard      | Luc Alphand Aventures      | 10   | 5    | 8    | 6    | 4    | 4     | 37    |
| 4   | Jérôme Policand        | Luc Alphand Aventures      | 10   | 5    | 8    | 6    | 4    |       | 33    |
| 5=  | Christophe Bouchut     | Aston Martin Racing Larbre | 8    | 6    | 6    | 8    | 2    |       | 30    |
| 5=  | Fabrizio Gollin        | Aston Martin Racing Larbre | 8    | 6    | 6    | 8    | 2    |       | 30    |
| 5=  | Gabriele Gardel        | Aston Martin Racing Larbre | 8    | 6    | 6    | 8    | 2    |       | 30    |
| 8   | Luc Alphand            | Luc Alphand Aventures      | 10   | 5    | 8    | 6    |      |       | 29    |
| 9   | Antonio García         | Equipa Modena              | 5    | 4    |      | 5    | 8    |       | 22    |
| 10= | Piergiuseppe Perazzini | Racing Box                 | 4    | 8    | 5    |      | 3    |       | 20    |
| 10= | Marco Cioci            | Racing Box                 | 4    | 8    | 5    |      | 3    |       | 20    |
| 10= | Salvatore Tavano       | Racing Box                 | 4    | 8    | 5    |      | 3    |       | 20    |
| 13= | Steve Zacchia          | Aston Martin Racing Larbre |      | 3    | 3    | 3    | 5    | 5     | 19    |
| 13= | Gregor Fisken          | Aston Martin Racing Larbre |      | 3    | 3    | 3    | 5    | 5     | 19    |
| 15= | Jean-Luc Blanchemain   | Luc Alphand Aventures      | 6    | 2    | 4    |      | 6    |       | 18    |
| 15= | Sébastien Dumez        | Luc Alphand Aventures      | 6    | 2    | 4    |      | 6    |       | 18    |
| 17  | Vincent Vosse          | Luc Alphand Aventures      | 6    |      | 4    |      | 6    |       | 16    |
| 18  | Grégory Franchi        | Aston Martin Racing Larbre |      | 3    | 3    | 3    | 5    |       | 14    |
| 19  | Christian Fittipaldi   | Equipa Modena              |      | 4    |      | 5    |      |       | 9     |
| 20  | Oliver Gavin           | Luc Alphand Aventures      |      |      |      |      | 4    | 4     | 8     |
| 21  | Darren Turner          | Equipa Modena              |      |      |      |      | 8    |       | 8     |
| 22= | Roland Bervillé        | Aston Martin Racing Larbre |      |      |      |      |      | 5     | 5     |
| 22= | Fernando Rees          | Aston Martin Racing Larbre |      |      |      |      |      | 5     | 5     |
| 22= | Liz Halliday           | Equipa Modena              | 5    |      |      |      |      |       | 5     |
| 25= | Olivier Beretta        | Luc Alphand Aventures      |      |      |      |      |      | 4     | 4     |
| 25= | Thomas Grüber          | Jetalliance Racing         |      |      |      | 4    |      |       | 4     |
| 25= | Karl Wendlinger        | Jetalliance Racing         |      |      |      | 4    |      |       | 4     |
| 25= | Lukas Lichtner-Hoyer   | Jetalliance Racing         |      |      |      | 4    |      |       | 4     |
| 29  | Didier André           | Luc Alphand Aventures      |      | 2    |      |      |      |       | 2     |

† - Foram atribuídos apenas metade dos pontos devido a terem competido menos de 5 carros nesta categoria.

### GT2
| Pos | Piloto                | Equipa                      | Rd 1 | Rd 2 | Rd 3 | Rd 4 | Rd 5 | Rd 6 | Total |
| --- | --------------------- | --------------------------- | ---- | ---- | ---- | ---- | ---- | ---- | ----- |
| 1   | Robert Bell           | Virgo Motorsport JMB Racing | 6    | 8    | 10   | 8    | 10   | 6    | 48    |
| 2=  | Xavier Pompidou       | Equipa Felbermayr-Proton    | 1    | 10   | 8    | 10   |      | 10   | 39    |
| 2=  | Marc Lieb             | Equipa Felbermayr-Proton    | 1    | 10   | 8    | 10   |      | 10   | 39    |
| 4   | Allan Simonsen        | Virgo Motorsport            | 6    | 8    | 10   | 8    |      |      | 32    |
| 5=  | Alessandro Bonetti    | G.P.C. Sport                | 10   | 2    | 5    | 6    | 4    |      | 27    |
| 5=  | Fabrizio de Simone    | G.P.C. Sport                | 10   | 2    | 5    | 6    | 4    |      | 27    |
| 7=  | Alex Caffi            | Scuderia Villorba Corse     | 8    | 6    |      | 4    | 3    |      | 21    |
| 7=  | Denny Zardo           | Scuderia Villorba Corse     | 8    | 6    |      | 4    | 3    |      | 21    |
| 9   | Sergio Hernández      | G.P.C. Sport                | 10   | 2    |      | 6    |      |      | 18    |
| 10= | Pierre Ehret          | Farnbacher Racing           |      | 5    | 6    | 5    |      |      | 16    |
| 10= | Dirk Werner           | Farnbacher Racing           |      | 5    | 6    | 5    |      |      | 16    |
| 10= | Lars-Erik Nielsen     | Farnbacher Racing           |      | 5    | 6    | 5    |      |      | 16    |
| 13= | Jonny Kane            | Speedy Racing Equipa        | 2    |      | 4    | 1    | 5    | 2    | 14    |
| 13= | Andrea Chiesa         | Speedy Racing Equipa        | 2    |      | 4    | 1    | 5    | 2    | 14    |
| 13= | Andrea Belicchi       | Speedy Racing Equipa        | 2    |      | 4    | 1    | 5    | 2    | 14    |
| 16  | Marc Basseng          | Equipa Felbermayr-Proton    |      |      |      | 2    |      | 10   | 12    |
| 17= | Raymond Narac         | IMSA Performance Matmut     | 3    |      |      |      | 8    |      | 11    |
| 17= | Richard Lietz         | IMSA Performance Matmut     | 3    |      |      |      | 8    |      | 11    |
| 17= | Mike Hezemans         | Spyker Squadron             |      |      |      |      | 6    | 5    | 11    |
| 20  | Gianmaria Bruni       | Virgo Motorsport            |      |      |      |      | 10   |      | 10    |
| 21  | Matteo Bobbi          | G.P.C. Sport                |      |      | 5    |      | 4    |      | 9     |
| 22= | Alexandre Negrão, Sr. | JMB Racing                  |      |      |      |      |      | 8    | 8     |
| 22= | Alexandre Negrão, Jr. | JMB Racing                  |      |      |      |      |      | 8    | 8     |
| 22= | Andreas Mattheis      | JMB Racing                  |      |      |      |      |      | 8    | 8     |
| 22= | Yves Lambert          | Ice Pol Racing Equipa       |      | 3    | 2    | 3    |      |      | 8     |
| 22= | Christian Lefort      | Ice Pol Racing Equipa       |      | 3    | 2    | 3    |      |      | 8     |
| 27= | Christian Ried        | Equipa Felbermayr-Proton    |      | 4    |      | 2    |      | 1    | 7     |
| 27= | Horst Felbermayr Jr.  | Equipa Felbermayr-Proton    |      | 4    |      | 2    |      | 1    | 7     |
| 29= | Peter Dumbreck        | Spyker Squadron             |      |      |      |      | 6    |      | 6     |
| 29= | Ben Aucott            | JMB Racing                  |      |      |      |      |      | 6    | 6     |
| 29= | Philipp Peter         | JMB Racing                  |      |      |      |      |      | 6    | 6     |
| 29= | Luca Drudi            | G.P.C. Sport                | 4    |      |      |      | 2    |      | 6     |
| 29= | Gabrio Rosa           | G.P.C. Sport                | 4    |      |      |      | 2    |      | 6     |
| 29= | Johnny Mowlem         | G.P.C. Sport                | 4    |      |      |      | 2    |      | 6     |
| 35= | Tom Kimber-Smith      | Equipa LNT                  | 5    |      |      |      |      |      | 5     |
| 35= | Danny Watts           | Equipa LNT                  | 5    |      |      |      |      |      | 5     |
| 35= | Peter Kox             | Spyker Squadron             |      |      |      |      |      | 5    | 5     |
| 35= | Paul van Splunteren   | Spyker Squadron             |      |      |      |      |      | 5    | 5     |
| 35= | Stéphane Lémeret      | Ice Pol Racing Equipa       |      |      | 2    | 3    |      |      | 5     |
| 40= | Thomas Grüber         | Equipa Felbermayr-Proton    |      | 4    |      |      |      |      | 4     |
| 40= | Raul Boesel           | Dener Motorsport            |      |      |      |      |      | 4    | 4     |
| 40= | Marcel Visconde       | Dener Motorsport            |      |      |      |      |      | 4    | 4     |
| 40= | Flavio Figueiredo     | Dener Motorsport            |      |      |      |      |      | 4    | 4     |
| 44= | Markus Palttala       | Ice Pol Racing Equipa       |      | 3    |      |      |      |      | 3     |
| 44= | Richard Dean          | Equipa LNT                  |      |      | 3    |      |      |      | 3     |
| 44= | Lawrence Tomlinson    | Equipa LNT                  |      |      | 3    |      |      |      | 3     |
| 44= | Francisco Longo       | JMB Racing                  |      |      |      |      |      | 3    | 3     |
| 44= | Chico Serra           | JMB Racing                  |      |      |      |      |      | 3    | 3     |
| 44= | Daniel Serra          | JMB Racing                  |      |      |      |      |      | 3    | 3     |
| 50  | Philippe Hesnault     | Thierry Perrier/Perspective |      |      | 1    |      | 1    |      | 2     |
| 51= | Paolo Maurizio Basso  | JMB Racing                  |      | 1    |      |      |      |      | 1     |
| 51= | Bo McCormick          | JMB Racing                  |      | 1    |      |      |      |      | 1     |
| 51= | Anthony Beltoise      | Thierry Perrier/Perspective |      |      | 1    |      |      |      | 1     |
| 51= | Nigel Smith           | Thierry Perrier/Perspective |      |      | 1    |      |      |      | 1     |
| 51= | Rob Barff             | Thierry Perrier/Perspective |      |      |      |      | 1    |      | 1     |
| 51= | Pedro Névoa           | Thierry Perrier/Perspective |      |      |      |      | 1    |      | 1     |

## Páginas externas
- Le Mans Series
- Le Mans Portugal - Tudo (ou quase) sobre o Le Mans Series e as 24 Horas de Le Mans... em Português